# Gerhard Dannemann
Gerhard Dannemann (* 2. Juni 1959 in Essen) ist ein deutscher Rechtswissenschaftler.

## Leben
Gerhard Dannemann legte 1984 an der Albert-Ludwigs-Universität Freiburg das Erste Staatsexamen ab. Nach dem Zweiten Staatsexamen 1988 war er ebendort drei Jahre lang wissenschaftlicher Angestellter; 1993 wurde er bei Hans Stoll über das Thema Schadensersatz bei Verletzung der Europäischen Menschenrechtskonvention promoviert. Von 1991 an unterrichtete er Deutsches Recht an britischen Hochschulen. Von 1997 bis 2002 war er Erich Brost University Lecturer in German Civil and Commercial Law an der University of Oxford. Seit 2003 ist er an der Humboldt-Universität zu Berlin Professor für Englisches Recht sowie britische Wirtschaft und Politik. Von 2010 bis 2011 leitete er das dortige Großbritannien-Zentrum.
Dannemann ist Gründer und Chefredakteur des Oxford University Comparative Law Forum. Darüber hinaus ist Dannemann Aktivist bei VroniPlag Wiki, einem Wiki, in dem Hochschulschriften auf Plagiate überprüft werden.

## Veröffentlichungen (Auswahl)
- An introduction to German Civil and Commercial Law. British Institute of International and Comparative Law, London 1993, ISBN 0-903067-35-8.
- Schadensersatz bei Verletzung der Europäischen Menschenrechtskonvention. Eine rechtsvergleichende Untersuchung zur Haftung nach Art. 50 EMR. Heymann, Köln u. a. 1994, ISBN 3-452-22850-9.
- mit Basil S. Markesinis & Werner Lorenz: The German Law of Obligations. Volume I: The Law of Contracts and Restitution. A Comparative Introduction. Clarendon Press, 1997, ISBN 0-19-826053-9.
- Rechtsvergleichung im Exil. Martin Wolff und das englische Recht. Antrittsvorlesung, 1. Juli 2003, Humboldt-Universität zu Berlin, Großbritannien-Zentrum. Humboldt-Universität, Berlin 2004, ISBN 3-86004-181-9 (PDF; 304 kB).
- Die ungewollte Diskriminierung in der internationalen Rechtsanwendung. Zur Anwendung, Berücksichtigung und Anpassung von Normen aus unterschiedlichen Rechtsordnungen. Mohr Siebeck, Tübingen 2004, ISBN 3-16-148308-1.
- The German law of unjustified enrichment and restitution. A comparative introduction. Oxford University Press, Oxford 2009, ISBN 978-0-19-953311-4.
- mit Stefan Vogenauer (Hrsg.): The Common European Sales Law in Context. Interactions with English and German Law. Oxford University Press, Oxford 2013, ISBN 978-0-19-967890-7.
- mit Reiner Schulze (Hrsg.): German Civil Code. Volume I = Bürgerliches Gesetzbuch (BGB). Books 1–3: §§ 1–1296. C. H. Beck, München 2020, ISBN 978-3-406-70035-4.